# Londoner Außenministerkonferenz (1945)
Die Londoner Konferenz der Außenminister im Herbst 1945 war das erste Treffen des während der Potsdamer Konferenz beschlossenen Council of Foreign Ministers der Siegermächte des Zweiten Weltkriegs, mithin der Mitglieder des UN-Sicherheitsrats: USA, Sowjetunion, Großbritannien, National-China und das später hinzugenommene Frankreich. Sie entsandten James F. Byrnes (USA), Wjatscheslaw Molotow (UdSSR), Ernest Bevin (GB), Georges Bidault (Frankreich) und Chen-Shieh Wang (China). Die Konferenz dauerte vom 11. September bis 2. Oktober. Zu Osteuropa wurde eine Einigung erzielt, in anderen wichtigen Fragen dagegen nicht. Man schied daher voneinander, ohne grundlegende Entscheidungen gefällt zu haben.
Die hier durchgeführten Sondierungen bereiteten die Pariser Friedenskonferenz 1946 und die mit Italien, Rumänien, Bulgarien, Ungarn und Finnland am 10. Feb. 1947 geschlossenen Friedensverträge vor. Vertreter dieser während des Zweiten Weltkrieges mit Deutschland verbündeten Länder waren zur Londoner Außenministerkonferenz eingeladen.

## Vorarbeiten zu Friedensverträgen
In der Deutschlandfrage verlangte die Sowjetunion aus Sicherheitsbedenken eine Kontrolle des Ruhrgebiets durch die Vier Mächte. Byrnes bot eine 25-jährige Entmilitarisierung Deutschlands an. England und Frankreich hatten diesem amerikanischen Vorschlag vom April 1946 zugestimmt.
Bei der Abstimmung zu den Vorlagen einzelner Friedensverträge, wurden zunächst die Regelungen für Finnland besprochen. Die USA, Frankreich und China enthielten sich bei der Abstimmung.
Die USA forderten die Zustimmung frei gewählter Regierungen in den Staaten Osteuropas für die Friedensverträge, die die Sowjetunion als Entwurf vorlegte. Die sich sehr ähnelnden Vorlagen für Bulgarien und Rumänien wurden ebenfalls angenommen, wobei Frankreich und China sich der Stimme enthielten. Über die Vorlage zu Ungarn konnte nach Einspruch der Sowjetunion zunächst keine Einigung erzielt werden.
Erst auf dem dritten Treffen der Außenminister, im Oktober 1946 in New York, wurden bestehende Schwierigkeiten beseitigt. China nahm an den folgenden Außenministerkonferenzen nicht mehr teil, sondern traf zu Ostasien bilaterale Absprachen mit der Sowjetunion. Nach dem Ende des Zweiten Weltkriegs flammte in China der Konflikt zwischen Kommunisten und Nationalisten wieder auf. 1949 befreiten die Mannschaften Mao Zedongs Festlandchina. Die Nationalisten flohen nach Taiwan; auf dem Festland wurde die Volksrepublik China gegründet.

## Italienische Dekolonisation
Der Hauptpunkt der Beratungen war die Dekolonisation von unter italienischer Verwaltung stehender Gebiete, vor allem in Afrika. Dass bei der Neugestaltung Italiens westliche Interessen den Vorrang haben sollten, akzeptierte die Sowjetunion. Die Beschlüsse flossen in den Friedensvertrag der Alliierten mit Italien ein.

### Italienische Kolonien bis 1943
Das erst 1871 politisch vereinigte Italien konnte als europäische Mittelmacht erst spät einige Gebiete unter seine Kontrolle bekommen.
Bereits 1870 hatten private Interessen die Stadt Assab erworben, die 1882 vom Staat übernommen wurde. Am Horn von Afrika führte man gegen das äthiopische Kaiserreich drei Kriege, nämlich den Eritreakrieg (1886–1889) gefolgt vom Italienisch-Äthiopischer Krieg (1895–1896). Es entstand die Kolonie Kolonie Eritrea. Der Abessinienkrieg führte 1935/6 zum Erwerb dieses angrenzenden Territoriums.
Italienisch-Somaliland (it.: Somalia Italiana) als Gesamtheit errichtete man 1905. Bereits Dezember 1888 schlossen die Italiener einen Protektoratsvertrag mit dem Sultan von Hobyo. Im April 1889 dann auch einen Schutzvertrag mit dem Sultan von Bargaal. Vom Sultan von Sansibar pachtete man zunächst und kaufte dann 1893 die Städte Merka, Warsheikh und Baraawe sowie 1905 Mogadischu als auch die Verwaltung des Gebiets durch die Benadir-Gesellschaft vom Staat übernommen wurde. Den südlichen Zipfel Oltre Giuba (Jubaland) übernahm man von den Briten 1924.

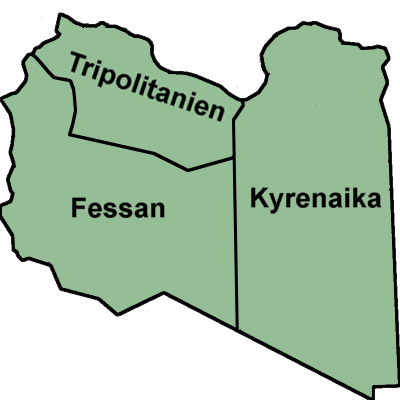
Regionen des UN-Treuhandgebiets Libyen 1947–1951; im Wesentlichen deckungsgleich mit der italienischen Kolonialzeit.

Als Folge des gegen das osmanische Reich vom Zaun gebrochenen Kriegs 1911/2 erwarb man die beiden heute Libyen (ital.: Libia) bildenden Kolonien Tripolitanien und die Cyrenaika. Dazu nach dem Ersten Weltkrieg in der Ägäis die Inseln der Dodekanes. Diese waren streng genommen keine Kolonie.
Da Italien bis zum Verrat des Pietro Badoglio am 25. Juli und dem Waffenstillstand vom 3. Sept. 1943 aus der Achse ausschied, war es für die Briten Feindnation. Während des Ostafrikafeldzugs besetzte man zwischen Juni 1940 und November 1941 die italienischen Kolonien am Horn von Afrika. In Äthiopien setzte man den seit 1936 im englischen Exil lebenden Kaiser Haile Selassi zwar wieder ein, hielt ihn aber an der kurzen Leine.

Der unter Führung des deutschen Generals Erwin Rommel stehende Afrikafeldzug endete für die Briten im März 1943 siegreich, die nun, zusammen mit anrückenden Amerikanern ganz Nordafrika kontrollierten. Die Kolonien kamen unter britische Militärverwaltung, nur der inner-libysche Fezzan wurde von den Franzosen übernommen.

### Verhandlungen der Londoner Konferenz
Die im September und Oktober in London stattfindende Konferenz – streng genommen handelte es sich um das erste Treffen des im Rahmen der Potsdamer Konferenz beschlossenen Council of Foreign Ministers – hatten unterschiedliche Ausgangspositionen hinsichtlich der Zukunft der italienischen Kolonien.
Winston Churchill hat am 21. Sept. erklärt, diese Gebiete seien für Italien „irretrievably lost“ („unwiederbringlich verloren“). Speziell Libyen sollte keinesfalls wieder italienisch werden. Der eritreische Bezirk Keren sollte dem Sudan zugeschlagen werden. Ein „Groß-Somaliland“ aus den britischen und italienischen Kolonien zusammen mit dem Ogaden sollte britisch bleiben.

Frankreich, das den Fessan in Algerien eingegliedert sehen wollte, unterstützte die italienischen Vorschläge, eine Mandatsverwaltung (“trusteeship”) einzurichten. Die USA und die Sowjetunion folgten dieser Idee, sie schlugen jedoch unterschiedliche Modalitäten vor. Die Amerikaner wollten Verwaltung unter international besetzten Kommissionen im Rahmen der UNO, die damals noch eine reine Vertretung der Kriegsgegner der Achsenmächte war. Diese sollte für Libyen und Eritrea zehn Jahre dauern, für Somaliland ohne Begrenzung. Die Sowjets hielten dies für unpraktisch und argumentierten für die Übernahme je eines Gebiets durch eine der Siegermächte. Für sich selbst wollten sie Libyen, ein wohl eher verhandlungstaktischer Vorschlag der zusammen mit der Ausweitung Triests nach Jugoslawien direkt auf die Lebensader des britischen Weltreichs zielte und so nicht akzeptabel war.
Wie erwähnt erzielte man keine abschließenden Vereinbarungen. Auf den Folgekonferenzen wurde dann eine kurze Mandatszeit für Libyen festgelegt, die 1951 mit der Unabhängigkeit, unter starkem britischen Einfluss, endete. Hinsichtlich der ägäischen Inseln war man sich schnell einig, dass diese an Griechenland abzutreten seien, was dann 1947 erfolgte.

Eritrea wurde zunächst britisches Mandatsgebiet und bald darauf mit Äthiopien wiedervereinigt.

Das Italienische Treuhandgebiet Somalia bestand, nach Ende der britischen Militärverwaltung, 1950 bis zur Unabhängigkeit des vereinigten Somalias 1960.